# Franz Ostermann

Portretul lui Franz Ostermann pe o carte poștală din Republica Moldova.

Franz Ostermann (n. 4. noiembrie 1844, Jezvé, Bohemia – d. 14 noiembrie, 1905, Chișinău) a fost un preparator și prim conservator al Muzeului Zemstvei din Basarabia, în prezent Muzeul Național de Etnografie și Istorie Naturală din Chișinău. Creatorul unor vaste colecții de animale naturalizate și preparate biologice. A pus bazele primei colecții de fotografii despre Basarabia.
Pasionat de științele naturii, după terminarea studiilor medii a plecat la Praga, unde însușește bazele artei de taxidermie, metodele de creare a colecțiilor științifice și tehnica fotografiei. Timp de 10 ani a călătorit prin Austro-Ungaria, Germania și Rusia în calitate de artist și fotograf ambulant. Creează colecții ornitologice și entomologice pe care le vinde diferitelor instituții. În 1881 s-a stabilit cu traiul în Soroca, perfectându-și cunoștințele și măiestria în domeniul de care era pasionat, implicând în această activitate și pe soția sa Albina Ostermann. În anul 1889 a participat la Expoziția agricolă și industrială din Basarabia organizată de Zemstva gubernială, cu o colecție de păsări, fiind decorat cu Medalia mare de argint. Odată cu organizarea Muzeului Zemstvei a fost invitat să execute o colecție de păsări din Basarabia centrală.
În anul 1891, la propunerea baronului Alexandru Stuart, este angajat ca custode și preparator al Muzeului Zemstvei, transferându-se la Chișinău. A activat în această funcție până în 1905 creând valoroase colecții muzeale, elaborând diverse tehnologii de preparare a colecțiilor entomologice și a sistemelor de vase sangvine a animalelor vertebrate, care aveau o mare valoare didactico-științifică. În anul 1894 a participat la Expoziția internațională de pomicultură și legumicultură din Sankt Petersburg cu o colecție a pomilor fructiferi și ai viței-de-vie fiind apreciată de specialiști din Rusia și alte țări europene. A fost distins cu o Diplomă de onoare și cu o Medalie de aur, fiind recunoscut astfel ca unul din cei mai buni preparatori din Europa. În anul 1901 a participat la Expoziția internațională din Sankt Petersburg, organizată în cadrul Congresului naturaliștilor și medicilor din Rusia, prezentând un șir de preparate din domeniul anatomiei, zoologiei, biologiei și embriologiei. Mostrele executate de F. Ostermann au avut succes enorm depășind cu mult preparatele expuse de diferite instituții și firme specializate din străinătate. În baza observațiilor de teren a publicat lucrarea „Preparate biologice ale faunei basarabene din Muzeul Agricol al Zemstvei din Basarabia”, care conține caracteristica mediului ambiant și a modului de viață a 63 de specii de animale. Mai mulți ani a lucrat la un studiu dedicat păsărilor din Basarabia, care a fost publicată după moartea sa de către Albina Ostermann, întru comemorarea meritelor sale în cercetarea faunei.
F. Ostemann a fost printre inițiatorii creării Societății Naturaliștilor și Amatorilor de Științe ale Naturii din Basarabia devenind membru fondator al Societății. A susținut editarea Analelor – Труды Бессарабского Общества Естествоиспытателей и Любителей Естествознания și a fost ales în Comisia redacțională a acestei publicații periodice.